# Templepatrick
Templepatrick (Teampall Phádraig in gaelico irlandese) è un villaggio dell'Irlanda del Nord, situato nella contea di Antrim.